# Кейрус, Винисиус
Вини́сиус Ка́ппке де Ке́йрус (порт.-браз. Vinicius Kappke de Queiroz; 29 августа 1983, Куритиба) — бразильский боец смешанного стиля, представитель тяжёлой весовой категории. Выступает в профессиональном ММА начиная с 2003 года, известен по участию в турнирах таких крупных бойцовских организаций как UFC и Bellator MMA.

## Биография
Винисиус Кейрус родился 29 августа 1983 года в городе Куритиба, Бразилия. Активно заниматься единоборствами начал в возрасте тринадцати лет. Становился чемпионом страны по борьбе, выступал на соревнованиях по тайскому боксу — имеет в этой дисциплине чёрный пояс и послужной список из пяти побед без единого поражения (все пять побед досрочные). Также является обладателем коричневого пояса по бразильскому джиу-джитсу, в этом виде единоборств тоже выигрывал различные награды.
В профессиональных боях ММА Кейрус дебютировал в ноябре 2003 года у себя на родине, нокаутировав своего первого соперника ударом головой. После некоторого перерыва в 2007 году вернулся в смешанные единоборства и единогласным решением судей проиграл своему соотечественнику Данилу Перейре. Несмотря на поражение, он продолжил участвовать в боях и выиграл четыре поединка, все досрочно в первых же раундах.
Благодаря череде удачных выступлений привлёк к себе внимание крупнейшей бойцовской организации мира Ultimate Fighting Championship и в октябре 2010 года выступил на турнире UFC 120 в Лондоне, где удушающим приёмом сзади был побеждён англичанином Робом Бротоном. У Кейруса ещё оставались бои по контракту, однако проведённый допинг-тест дал положительный результат на анаболический стероидный препарат станозолол — в итоге его дисквалифицировали и уволили из организации.
Отбыв двухлетний строк дисквалификации, Винисиус Кейрус вновь вернулся в ММА, на сей раз в рядах другого крупного американского промоушена Bellator MMA. Принял участие в седьмом сезоне гран-при тяжёлого веса: на стадии четвертьфиналов рычагом локтя победил американца Марка Холату, но затем в полуфинале техническим нокаутом проиграл россиянину Александру Волкову, победителю гран-при и будущему чемпиону организации. В 2013 году предпринял ещё одну попытку выиграть гран-при тяжеловесов и в полуфинале девятого сезона взял верх над Лаваром Джонсоном. Выйдя в финал, должен был драться с Чейком Конго, однако из-за травмы колена вынужден был сняться с турнира, и в итоге в финальном поединке его заменил австралиец Питер Грэм.
Восстановившись после травмы, в 2015 году Кейрус продолжил выступать в Bellator, в частности победил своего соотечественника Эвертона Тейшейру, во втором раунде поймав его в треугольник руками. В 2016 году всё же встретился с французом Чейком Конго — бой между ними продлился все три раунда, и судьи раздельным решением отдали победу Конго.

## Статистика в профессиональном ММА
| Боёв 12  | Побед 8 | Поражений 4 |
| -------- | ------- | ----------- |
| Нокаутом | 6       | 1           |
| Сдачей   | 2       | 1           |
| Решением | 0       | 2           |

| Результат | Рекорд | Соперник         | Способ                     | Турнир                                          | Дата              | Раунд | Время | Место                  | Примечание                                                       |
| --------- | ------ | ---------------- | -------------------------- | ----------------------------------------------- | ----------------- | ----- | ----- | ---------------------- | ---------------------------------------------------------------- |
| Поражение | 8–4    | Чейк Конго       | Раздельное решение         | Bellator 150                                    | 26 февраля 2016   | 3     | 5:00  | Малвейн, США           |                                                                  |
| Победа    | 8–3    | Эвертон Тейшейра | Сдача (треугольник руками) | Bellator 143                                    | 25 сентября 2015  | 2     | 4:00  | Идальго, США           |                                                                  |
| Победа    | 7–3    | Лавар Джонсон    | KO (удар рукой)            | Bellator 102                                    | октября 4, 2013   | 1     | 0:23  | Висейлия, США          | Полуфинал 9 сезона гран-при тяжёлого веса                        |
| Поражение | 6–3    | Александр Волков | TKO (удары руками)         | Bellator 80                                     | ноября 9, 2012    | 2     | 4:59  | Холливуд, США          | Полуфинал 7 сезона гран-при тяжёлого веса                        |
| Победа    | 6–2    | Марк Холата      | Сдача (рычаг локтя)        | Bellator 75                                     | октября 5, 2012   | 1     | 3:26  | Хаммонд, США           | Четвертьфинал 7 сезона гран-при тяжёлого веса                    |
| Поражение | 5–2    | Роб Бротон       | Сдача (удушение сзади)     | UFC 120                                         | октября 16, 2010  | 3     | 1:43  | Лондон, Англия         | В результате допинг-теста в его крови обнаружены следы стероидов |
| Победа    | 5–1    | Данилу Родаки    | TKO (колено и руки)        | Samurai Fight Combat 3                          | апреля 25, 2010   | 1     | 2:46  | Куритиба, Бразилия     |                                                                  |
| Победа    | 4–1    | Рожериу Фариас   | KO (удары руками)          | Match Point Sports Aquafit Fight Championship 2 | октября 9, 2009   | 1     | 0:46  | Порту-Алегри, Бразилия |                                                                  |
| Победа    | 3–1    | Нельсон Мартинс  | KO (удар рукой)            | Samurai Fight Combat 1                          | сентября 12, 2009 | 1     | 1:58  | Куритиба, Бразилия     |                                                                  |
| Победа    | 2–1    | Клейтон Моура    | KO (удары руками)          | Torneio Estimulo: Third Round                   | июня 27, 2008     | 1     | 0:35  | Куритиба, Бразилия     |                                                                  |
| Поражение | 1–1    | Данилу Перейра   | Единогласное решение       | Real Fight 4                                    | августа 18, 2007  | 2     | 5:00  | Сан-Паулу, Бразилия    |                                                                  |
| Победа    | 1-0    | Ламар Силва      | KO (удар головой)          | Storm Samurai 1                                 | ноября 29, 2003   | 2     | 3:16  | Куритиба, Бразилия     |                                                                  |